# Жизнь Пи (фильм)
«Жизнь Пи» (англ. Life of Pi) — приключенческая драма 2012 года, двенадцатый полнометражный фильм, снятый и спродюсированный Энгом Ли по сценарию Дэвида Мэги. Основанный на одноимённом романе Янна Мартела 2001 года, в нём снимались Сурадж Шарма в его дебютном фильме, Ирфан Хан, Табу, Рейф Сполл, Жерар Депардьё и Адиль Хуссейн в главных ролях. Сюжетная линия вращается вокруг двух выживших после кораблекрушения, которые находятся на спасательной шлюпке, застрявшей в Тихом океане на 227 дней. Один из них — шестнадцатилетний индийский мальчик по имени Пи Патель (Сурадж Шарма), а другой — свирепый бенгальский тигр по имени Ричард Паркер.
Фильм начал разрабатываться вскоре после выхода книги, и на разных этапах до найма Ли в нём будут участвовать режиссёры М. Найт Шьямалан, Альфонсо Куарон и Жан-Пьер Жёне. Съёмки были разделены между Индией, Тайванем и Монреалем в 2011 году, а Rhythm & Hues Studios (R&H) занимались визуальными эффектами.
Мировая премьера фильма состоялась в качестве фильма открытия 50-го Нью-Йоркского кинофестиваля в театре Уолтера Рида и в зале Элис Тулли в Нью-Йорке 28 сентября 2012 года. В США он был выпущен в прокат 21 ноября 2012 года компанией 20th Century Fox. . Американский институт киноискусства назвал фильм одной из десяти лучших кинокартин года. Фильм Жизнь Пи стала коммерчески успешным фильмом, собрав более 609 миллионов долларов, и получила в целом положительные отзывы критиков. Он был номинирован на 3 премии «Золотой глобус», включая «Лучший фильм — драма» и «Лучший режиссёрская работа», и выиграл премию «Золотой глобус» за лучшую музыку к фильму. На 85-й церемонии вручения премии «Оскар» фильм получил 11 номинаций, включая «Лучший фильм» и «Лучший адаптированный сценарий», и выиграл 4 из них, включая «Лучшая режиссура» Энга Ли.

## Сюжет
Мужчина-индус по имени Пи общается с писателем Янном Мартелом, которому рассказывает свою невероятную историю. Отец назвал его в честь бассейна в Париже Piscine Molitor. В детстве он интересовался несколькими религиями, и исповедовал сразу индуизм (вайшнавизм) с Вишну, католичество с Христом и мусульманство с Аллахом. В школе из-за насмешек одноклассников над его необычным именем Писин, он решает называть себя Пи в честь буквы греческого алфавита π. За время, проведённое в летнем лагере, он подготовился и в первый день учебного года представил одноклассникам своё имя, как математическое число π, даже записав на доске несколько сотен знаков этого числа. Когда ему было 15 лет, отец, будучи директором зоопарка, объявил, что семье придётся уехать из Индии, забрав с собой половину животных, и продать их в Канаде, чтобы начать новую жизнь. Пи пытался отговорить семью от отъезда из их родного дома, но безуспешно.
Морское путешествие начинается на японском грузовом судне. На четвёртый день после стоянки в Маниле судно попадает в шторм. Пи проснулся от шума и поднялся на палубу. Восхищаясь штормом, он закричал: «Сильней! Сильней!». Сразу после этого зазвучала тревога, волна вынесла с палубы в океан несколько матросов, трюмы начали заполняться водой. Пара матросов поймали Пи и, пообещав найти родителей, бросили его в шлюпку, в которой уже находился кок. Но тут зебра прыгнула в шлюпку, и кок упал за борт, а шлюпка отцепилась и полетела вниз. Большая волна захлестнула судно, и оно пошло на дно. Пи, свисая со шлюпки и видя ещё освещаемое фонарями судно, закричал: «Простите меня! Мама! Папа! Рави! Я виноват!». После того, как шторм утих, Пи оглядывает свой «ковчег». В шлюпке находились некоторые животные с корабля: гиена, зебра, сломавшая ногу при падении, орангутан Апельсинка, подплывшая на связке бананов, и бенгальский тигр Ричард Паркер (его имя «Жаждущий» и имя охотника, продавшего тигрёнка зоопарку, перепутали, но новое имя прижилось). Голодная гиена убивает зебру, а потом и Апельсинку, которая заступилась за Пи. В конце этих разборок тигр выпрыгивает из-под натяжки и убивает гиену. Пи остаётся в лодке наедине с тигром. Начинается борьба за выживание.
Пи строит небольшой плот, на который погружает спасательный провиант и всякие полезные вещи, и крепит его верёвкой к шлюпке. Во время плавания Пи пытался «отвоевать» шлюпку. Сначала пробовал показать свой авторитет и даже «пометил» половину шлюпки, но ничего из этого не вышло. Тогда он стал ловить рыбу и подкармливать Ричарда Паркера. Однажды Пи погрузил все галеты из спасательного арсенала шлюпки на свой плот, но ночью, играя с биолюминесцентным планктоном в воде, растревожил кита, который перевернул плот, так что вегетарианец Пи остался без еды. Ему удалось спастись от голода во время налёта летучих рыб. Одна из крупных хищных рыб, охотящихся на летучих, упала в шлюпку. С голоду Пи отбил у Ричарда Паркера рыбу и съел сам. На пути им встречаются рыбы, медузы, киты и загадочный остров с сурикатами, красивый, хищный и коварный, словно венерина мухоловка; «То что давал днём, забирал обратно ночью» (жизнь). Как объяснил Пи, Бог дал ему отдохнуть, но послал знак, что надо продолжить путь (Пи нашёл в цветке зуб человека, который остался на острове, умер и был переварен). По прибытии к берегу Мексики Пи устало затащил шлюпку на мель и упал на тёплый мягкий песок («щека Бога» — как выразился Пи). Исхудавший тигр перепрыгнул через Пи, отряхнулся, подошёл к близлежащему тропическому лесу, остановился, посмотрел туда и вбежал в него. Пи надеялся, что перед этим Ричард Паркер обернётся или каким-либо другим способом «поставит точку» в их отношениях. Позже его находят люди, а в больнице, куда его поместили, с ним беседовали приехавшие представители японской компании-судовладельца, но они не поверили в его историю. Тогда Пи рассказал им другую, более правдоподобную, но более мрачную версию случившегося. В ней животных в шлюпке не было, а борьба за выживание развернулась между Пи (Ричард), его мамой (Апельсинка), травмированным матросом по прозвищу «Счастливый Буддист» (зебра) и подлым коком-французом с корабля (гиена). Сюжет очень похож на предыдущий. Нога моряка начала гнить, и кок его убил, завялил мясо и съел. Во время ловли Пи не удержал черепаху и кок хотел его убить, но мама заступилась и велела, чтобы Пи прыгал на плот (построенный коком для ловли), но когда Пи оглянулся с плота, кок уже убил его мать. После этого Пи «сделал с коком то же, что он сделал с матросом». И Пи дрейфовал на шлюпке один.
В конце фильма Пи предлагает писателю историю на выбор. Писатель выбирает историю с тигром, и Пи дарит её Янну.

## В ролях
- Сурадж Шарма — Пи Патель в возрасте 16-17 лет[5]
- Табу — мать Пи Пателя[6]
- Адиль Хуссейн — отец Пи Пателя[7]
- Ирфан Хан — взрослый Пи Патель[7]
- Жерар Депардьё — кок[7]
- Рейф Сполл — Янн Мартел[8]
- Вибиш Сивакумар — брат Пи Пателя
- Аюш Тандон — Пи Патель в раннем детстве
- Андреа Ди Стефано — священник
- Шраванти Сайнат — Ананди в возрасте 16-17 лет, девушка Пи
- Митили Пракаш — супруга взрослого Пи Пателя

## Съёмки
В 2000-е годы на место режиссёра претендовали М. Найт Шьямалан, Альфонсо Куарон и Жан-Пьер Жёне.
Режиссёр решил заменить Тоби Магуайра, который изначально должен был сыграть роль Писателя в фильме, на Рейфа Сполла. Энг Ли счёл Тоби слишком известным актёром, способным отвлечь внимание зрителей от исполнителей других ролей.
В фильме «Тёзка» Ирфан Хан и Табу играют семейную пару и имеют сына и дочь.

## Прокат
«Жизнь Пи» вышел в широкий прокат 21 ноября 2012 года в традиционном, также и в 3D форматах. Первоначально показ фильма был запланирован на 14 декабря 2012, но когда было объявлено, что показ фильма «Хоббит: Нежданное путешествие» должен состояться в тот же день, выход «Жизнь Пи» отложили на неделю. Затем показ был сдвинут на месяц вперед.

### Видеоиздания
12 марта 2013 года в Северной Америке «Жизнь Пи» вышла на DVD и Blu-Ray.

## Споры и обвинения в жестоком обращении с животными
Несмотря на получение премии "Оскар" за лучшие визуальные эффекты на церемонии вручения премии «Оскар»-2013, студия Rhythm & Hues (предоставившая большинство визуальных эффектов для фильма) была вынуждена объявить о банкротстве 11 февраля 2013 года, сославшись на недобросовестную конкуренцию со стороны субсидируемых и освобождённых от налогов иностранных студий. Это вызвало демонстрацию около 500 художников VFX, которые протестовали перед церемонией вручения премии «Оскар» в 2013 году. Внутри, во время вручения «Оскара», когда руководитель отдела визуальных эффектов R&H Билл Вестенхофер упомянул R&H во время своей речи по случаю вручения премии., микрофон был отключён. Это вызвало бурю негодования среди многих профессионалов индустрии визуальных эффектов, которые изменили фотографии профиля в социальных сетях, таких как Facebook и Twitter, на зелёный цвет, чтобы привлечь внимание к проблемам, с которыми столкнулась индустрия. Кроме того, лидер протеста раскритиковал режиссёра Энга Ли за то, что он не поблагодарил индустрию спецэффектов: "Энг поблагодарил съёмочную группу, актёров, своего агента, адвоката и все население Тайваня, вплоть до команды, которая построила бассейн с волнами на звуковой площадке, где снимался фильм "Пи"., но не упомянул сотни художников, которые создали не только главного героя тигра, но и заменили этот бассейн, сделав его похожим на настоящий океан на протяжении 80% его фильма". Его также критиковали за то, что ранее он жаловался на затраты на визуальные эффекты. В феврале 2014 года Кристина Ли Шторм и Скотт Леберехт выпустили документальный фильм «Жизнь после Пи» на YouTube. В документальном фильме подробно рассказывается о роли Rhythm & Hues в «Жизни Пи», а также о последовавшем за этим банкротстве. Билл Вестенхофер также рассказывает о своём опыте участия в церемонии вручения премии «Оскар», когда он получил награду за визуальные эффекты за работу Rhythm & Hues над фильмом «Жизнь Пи»..
Фонд, названный в честь карнатического музыканта Ирайиммана Тхампи, обвинил номинированную на премию «Оскар» песню Бомбея Джаяшри «Pi's Lullaby» в том, что она не является оригинальной композицией. Фонд утверждает, что первые восемь строк песни являются дословным переводом колыбельной песни композитора Тампи на малаялам «Omanathinkal Kidavo». Джаяшри опроверг это утверждение. Ранее Джаяшри использовала колыбельную Тхампи в своём альбоме Vatsalyam, выпущенном в 2003 году.
Расследование, проведенное The Hollywood Reporter в 2013 году, выявило утечку электронных писем, свидетельствующих о том, что с животными, участвовавшими в съёмках фильма «Жизнь Пи», жестоко обращались во время съёмок, несмотря на то, что Американская ассоциация защиты животных (American Humane Association) выдала фильму сертификат «Животные не пострадали». В опубликованном 7 апреля В 2011 году, электронное письмо, обозреватель AHA Джина Джонсон написала: "На прошлой неделе мы чуть не убили Кинга", имея в виду тигра, которого использовали для съёмок. Далее в электронном письме предполагается, что инцидент, в результате которого тигр, по-видимому, чуть не утонул во время съёмок сцены, будет "преуменьшен" в официальном отчёте для AHA. Кроме того, в разоблачении утверждается, что Джонсон состоял в романтических отношениях с одним из продюсеров фильма, что, возможно, представляет собой конфликт интересов. Режиссёр «Жизни частного детектива» Энг Ли в интервью назвал обвинения в жестоком обращении с животными "несчастным случаем". После публикации расследования The Hollywood Reporter Джина Джонсон ушла со своего поста в AHA.
Новые опасения по поводу благополучия животных были подняты в 2015 году, когда PETA опубликовало видео, на котором видно, как дрессировщик Майкл Хакенбергер ругается и бьёт молодого тигра 19 раз. В апреле 2016 года Общество Онтарио по предотвращению жестокого обращения с животными выдвинуло против Хакенбергера обвинения в жестоком обращении с животными на основании видеодоказательств.

## Награды и номинации
- 2013 — 4 премии «Оскар»: лучшая режиссура (Энг Ли), лучшая оригинальная музыка (Майкл Данна), лучшая операторская работа (Клаудио Миранда), лучшие визуальные эффекты (Билл Вестенхофер, Гийом Рошерон, Эрик-Ян де Бур и Дональд Р. Эллиотт) и ещё 7 номинаций: лучший фильм (Энг Ли, Джил Неттер, Дэвид Уомарк), адаптированный сценарий (Дэвид Мэги), монтаж (Тим Скуайрс), песня (Майкл Данна, Бомбей Джайши, «Pi’s Lullaby»), работа художника (Дэвид Гропман, Анна Пиннок), запись звука (Рон Бартлетт, Д. М. Хемфилл и Дрю Куни), звуковой монтаж (Юджин Гирти и Филип Стоктон)[38].
- 2013 — 2 премии BAFTA: операторская работа (Клаудио Миранда), визуальные эффекты и ещё 7 номинаций: лучший фильм (Энг Ли, Джил Неттер, Дэвид Уомарк), режиссура (Энг Ли), адаптированный сценарий (Дэвид Мэги), монтаж (Тим Скуайрс), музыка (Майкл Данна), работа художника (Дэвид Гропман, Анна Пиннок), звук.
- 2013 — премия «Золотой глобус» за лучшую оригинальную музыку (Майкл Данна) и ещё 2 номинаций: лучший фильм — драма, лучший режиссёр.
- 2013 — 2 номинации на премию «Энни» за лучшую анимацию персонажа (персонажи «Тигр» и «Орангутан»).